# Jean Carteret
 (septembre 2013).
Si vous disposez d'ouvrages ou d'articles de référence ou si vous connaissez des sites web de qualité traitant du thème abordé ici, merci de compléter l'article en donnant les références utiles à sa vérifiabilité et en les liant à la section « Notes et références ».
Jean Carteret (né le 27 mars 1906 à Charleville et mort le 27 juin 1980 à Paris) est un philosophe, poète, graphologue, essayiste et astrologue français. Son principal travail s'est concentré autour de l'astrologie, du sens métaphysique du tarot et de l'art de la dialectique.
En tant qu'astrologue, son approche du langage astrologique a été marquée par le structuralisme et s'inspire du monologue intérieur pratiqué par James Joyce. Carteret a affirmé que « l'astrologie n'est pas un savoir que l'on acquiert de l'extérieur » ; par une prise de conscience en temps réel, oralement, il la déchiffrait de l'intérieur.
Considéré par certains comme une sorte de mage, il était très admiré par le poète Ghérasim Luca. Dans son ouvrage sur Le Tarot comme langage (1988), il explicite le sens de chaque arcane d'une part dans sa symbolique propre, d'autre part dans sa relation et son interaction avec l'ensemble des arcanes, selon une approche dialectique qui englobe l'être et la conscience.
Selon lui, « il est capital de comprendre que la notion de ce qui est unique en nous n'a rien à voir avec l'individuel. L'individu est une acquisition tardive de l'homme qui s'est dégagé et qui s'affirme avec son moi. L'individu existe, l'individu n'est pas. »

## Publications
- Le Tarot métaphysique, avec A. D. Grad et Daniel Giraud, Saint-Girons, Révolution Intérieure, 1977.
- Des Dialogues et du verbe, Paris, L'Originel, 1978 (choix de textes et entretiens de J. Carteret avec Jean-Louis Accarias, Charles Antoni, Pierre André Dujat et Pierre Vrignaud).
- Les analogies de la dialectique Uranus-Neptune, avec André Barbault, Éd. traditionnelles. 1981
- Lorsque l'homme sera né, texte établi par Patrice Février, Paris, L'Originel, 1984.
- Le Tarot comme langage, suivi de Figures géométriques et numérologie, Paris, L'Originel, 1988.